# Aeroportul Gamba
Aeroportul Gamba (IATA: GAX, ICAO: FOGX) este un aeroport din Gamba⁠(d), Gabon.
Situat la o altitudine de 9 m, aeroportul dispune de o singură pistă.